# Coya (Piloña)
Coya es una parroquia del concejo español de Piloña, perteneciente al Principado de Asturias.

## Historia
A finales del siglo XIX, la parroquia, ya por entonces parte del concejo de Piloña, tenía contabilizada una población de 1150 habitantes. Aparece descrita en el Diccionario geográfico y estadístico de Asturias (1897) de José González Aguirre con las siguientes palabras:

COYA [Santa Eulalia de]: parr. del conc. de Piloña, part. jud. de Infiesto. sit á 6 lg. de Oviedo y 1 de Infiesto, á la izq. del río Sella, con libre ventilación y clima húmedo. Comprende los l. de Bardo, Monte, Mures, Serpiedo, Villa de Abajo y Villa de Arriba: confina al N. con Ceceda; al E. con Montes; al S. con Torazo y al O. con Lodeña. El terreno participa de llano y monte, pero de buena calidad. Atraviésale el río Piloña que nace en Peñamayor; cerca de la iglesia parroquial existe uno de los mejores robledales de la provincia. La parte dedicada al cultivo produce trigo, maíz, castañas, avellanas y otras varias frutas; cría mucho ganado vacuno, caballar, lanar y de cerda. Pobl. 225 vec., 1;150 hab. Según tradición vulgar en el país, Coya fué fundada por los templarios que tuvieron su convento en La Coroña, barr. de Mures.
(González Aguirre, 1897, p. 111)

En 2022, tenía empadronados 363 habitantes.

## Patrimonio
Hay en la parroquia una iglesia de Santa Eulalia.